# Alex Varenne
Alex Varenne (29 de agosto de 1939 - 19 de outubro de 2020) foi um ilustrador francês especializado em quadrinhos eróticos. Trabalhou com seu irmão Daniel durante a década de 1980, quando lançou L'Affaire Landscape, Corps à Corps e Un Tueur Passe. Contudo, a grande fama veio com a publicação de Libération, obra onde aparece sua notória personagem Erma Jaguar. No Brasil, parte de sua obra foi publicada pela Martins Fontes na coleção Opera Erotica.
Ao lado de Daniel, foi agraciado com o Prix Saint-Michel de melhor ilustrador estrangeiro de banda desenhada em 1984 pela obra Ida Mauz da série Ardeur.
Morreu em 19 de outubro de 2020.